# Liste der Kulturdenkmäler in Gornhausen
In der Liste der Kulturdenkmäler in Gornhausen sind alle Kulturdenkmäler der rheinland-pfälzischen Ortsgemeinde Gornhausen aufgeführt. Grundlage ist die Denkmalliste des Landes Rheinland-Pfalz (Stand: 10. August 2023).

## Einzeldenkmäler
| Bezeichnung                           | Lage                     | Baujahr                    | Beschreibung                                                        | Bild                           |
| ------------------------------------- | ------------------------ | -------------------------- | ------------------------------------------------------------------- | ------------------------------ |
| Schulhaus                             | Alte Schulstraße 8 Lage  | Mitte des 19. Jahrhunderts | ehemalige Schule; sechsachsiger Putzbau, Mitte des 19. Jahrhunderts | BW                             |
| Katholische Filialkirche St. Antonius | Hauptstraße 3 Lage       | 1823                       | zweiachsiger Saalbau, bezeichnet 1823                               | BW                             |
| Evangelische Kirche                   | Hauptstraße 16 Lage      | 1824                       | zweiachsiger Saalbau, bezeichnet 1824                               | weitere Bilder Fotos hochladen |
| Quereinhaus                           | Veldenzer Straße 10 Lage | 19. Jahrhundert            | stattliches Quereinhaus, 19. Jahrhundert                            | BW                             |

## Ehemalige Kulturdenkmäler
| Bezeichnung | Lage               | Baujahr                           | Beschreibung | Bild |
| ----------- | ------------------ | --------------------------------- | --- | ---- |
| Hofanlage   | Rosenstraße 1 Lage | erste Hälfte des 19. Jahrhunderts | kleiner Dreiseithof; Quereinhaus, Wirtschaftsteil teilweise Fachwerk, im Kern wohl aus der ersten Hälfte des 19. Jahrhunderts, hofseitig erweitert, links ein zweiter Wohnteil; abgebrochen und aus Denkmalliste gelöscht | BW   |